# Brazilië op de Olympische Zomerspelen 2024
Brazilië nam deel aan de Olympische Zomerspelen 2024 in Parijs, Frankrijk.

## Medailleoverzicht
| Medaille | Naam | Sport          | Onderdeel               | Datum       |
| -------- | --- | -------------- | ----------------------- | ----------- |
| Goud     | Beatriz Souza | Judo           | Zwaar +78 kg (v)        | 2 augustus  |
| Goud     | Rebeca Andrade | Gymnastiek     | Vloer (v)               | 5 augustus  |
| Goud     | Ana Patrícia Duda | beachvolleybal | Beachvolleybal (v)      | 9 augustus  |
|          | |                |                         |             |
| Zilver   | Willian Lima | Judo           | Half licht -66 kg (m)   | 28 juli     |
| Zilver   | Caio Bonfim | Atletiek       | 20 km. snelwandelen (m) | 1 augustus  |
| Zilver   | Rebeca Andrade | Gymnastiek     | Meerkamp (v)            | 1 augustus  |
| Zilver   | Rebeca Andrade | Gymnastiek     | Sprong (v)              | 3 augustus  |
| Zilver   | Tatiana Weston-Webb | Surfen         | Shortboard (v)          | 6 augustus  |
| Zilver   | Isaquias Queiroz | Kanovaren      | C1 1000 m (m)           | 9 augustus  |
| Zilver   | Voetbalelftal Yasmim Assis Ribeiro Tainá Suelen Borges de Oliveira Tamires Cássia Dias de Britto Ludmila da Silva Thaís Cristina da Silva Ferreira Jheniffer da Silva Cordinali Gouveia Antônia Ronnycleide da Costa Silva Lorena da Silva Leite Tarciane Karen dos Santos de Lima Kerolin Nicoli Israel Ferraz Gabrielle Jordão Portilho Ana Vitória Angélica Kliemaschewsk de Araújo Adriana Leal da Silva Gabi Nunes da Silva Duda Sampaio Rafaelle Souza Marta Vieira da Silva Vitória Yaya | Voetbal        | Voetbal (v)             | 10 augustus |
|          | |                |                         |             |
| Brons    | Larissa Pimenta | Judo           | Half licht -52 kg (v)   | 28 juli     |
| Brons    | Rayssa Leal | Skateboarden   | Street (v)              | 28 juli     |
| Brons    | Rebeca Andrade Jade Barbosa Lorrane Oliveira Flávia Saraiva Júlia Soares | Gymnastiek     | Team (v)                | 30 juli     |
| Brons    | Daniel Cargnin Leonardo Gonçalves Willian Lima Rafael Macedo Guilherme Schimidt Rafael Silva Larissa Pimenta Ketleyn Quadros Rafaela Silva Beatriz Souza | Judo           | Team (x)                | 3 augustus  |
| Brons    | Beatriz Ferreira | Boksen         | Lichtgewicht -60 kg (v) | 3 augustus  |
| Brons    | Gabriel Medina | Surfen         | Shortboard (m)          | 6 augustus  |
| Brons    | Augusto Akio | Skateboarden   | Park (m)                | 7 augustus  |
| Brons    | Edival Pontes | Taekwondo      | Lichtgewicht -68 kg (m) | 8 augustus  |
| Brons    | Alison dos Santos | Atletiek       | 400 m. horden (m)       | 9 augustus  |
| Brons    | volleybalploeg Júlia Bergmann Macris Carneiro Nyeme Costa Ana Carolina da Silva Ana Cristina de Souza Diana Duarte Gabriela Guimarães Thaísa Menezes Rosamaria Montibeller Roberta Ratzke Tainara Santos Lorenne Teixeira | Volleybal      | Volleybal (v)           | 10 augustus |

## Aantal Deelnemers
Hieronder volgt een overzicht van de atleten die zich reeds gekwalificeerd hebben voor de Olympische Zomerspelen van 2024.
| Sport            | Mannen | Vrouwen | Totaal |
| ---------------- | ------ | ------- | ------ |
| Atletiek         | 24     | 20      | 44     |
| Badminton        | 1      | 1       | 2      |
| Basketbal        | 12     | 0       | 12     |
| Boksen           | 5      | 5       | 10     |
| Boogschieten     | 1      | 1       | 2      |
| Gewichtheffen    | 0      | 2       | 2      |
| Gymnastiek       | 3      | 12      | 15     |
| Handbal          | 0      | 14      | 14     |
| Judo             | 7      | 6       | 13     |
| Kanovaren        | 5      | 3       | 8      |
| Moderne vijfkamp | 0      | 1       | 1      |
| Paardensport     | 7      | 0       | 7      |
| Roeien           | 1      | 1       | 2      |
| Rugby            | 0      | 12      | 12     |
| Schermen         | 1      | 2       | 3      |
| Schietsport      | 1      | 2       | 3      |
| Schoonspringen   | 0      | 1       | 1      |
| Skateboarden     | 6      | 6       | 12     |
| Surfen           | 3      | 3       | 6      |
| Taekwondo        | 2      | 2       | 4      |
| Tafeltennis      | 3      | 3       | 6      |
| Tennis           | 2      | 3       | 5      |
| Triatlon         | 2      | 2       | 4      |
| Voetbal          | 0      | 18      | 18     |
| Volleybal        | 16     | 16      | 32     |
| Wielersport      | 3      | 3       | 6      |
| Worstelen        | 0      | 1       | 1      |
| Zeilen           | 7      | 5       | 12     |
| Zwemmen          | 11     | 9       | 20     |
| Totaal           | 123    | 154     | 277    |

## Deelnemers en Resultaten

### Atletiek

#### Loopnummers
Mannen
| atleet                                                                                             | onderdeel         | voorronde | voorronde | series  | series | herkansingen | herkansingen | halve finale   | halve finale   | finale         | finale         |
| atleet                                                                                             | onderdeel         | tijd      | rang      | tijd    | rang   | tijd         | rang         | tijd           | rang           | tijd           | rang           |
| -------------------------------------------------------------------------------------------------- | ----------------- | --------- | --------- | ------- | ------ | ------------ | ------------ | -------------- | -------------- | -------------- | -------------- |
| Felipe Bardi                                                                                       | 100 m             | bye       | bye       | 10,18   | 4      | n.v.t.       | n.v.t.       | niet geplaatst | niet geplaatst | niet geplaatst | niet geplaatst |
| Erik Cardoso                                                                                       | 100 m             | bye       | bye       | 10,35   | 6      | n.v.t.       | n.v.t.       | niet geplaatst | niet geplaatst | niet geplaatst | niet geplaatst |
| Paulo André Camilo                                                                                 | 100 m             | bye       | bye       | 10,46   | 8      | n.v.t.       | n.v.t.       | niet geplaatst | niet geplaatst | niet geplaatst | niet geplaatst |
| Renan Gallina                                                                                      | 200 m             | n.v.t.    | n.v.t.    | 20,41   | 3 Q    | bye          | bye          | 20,60          | 6              | niet geplaatst | niet geplaatst |
| Lucas Carvalho                                                                                     | 400 m             | n.v.t.    | n.v.t.    | 45,85   | 7 H    | 46,24        | 3            | niet geplaatst | niet geplaatst | niet geplaatst | niet geplaatst |
| Eduardo de Deus                                                                                    | 110 m horden      | n.v.t.    | n.v.t.    | 13,37   | 3 Q    | bye          | bye          | 13,43          | 6              | niet geplaatst | niet geplaatst |
| Rafael Pereira                                                                                     | 110 m horden      | n.v.t.    | n.v.t.    | 13,47   | 6 H    | 13,54        | 1 Q          | 13,87          | 8              | niet geplaatst | niet geplaatst |
| Alison dos Santos                                                                                  | 400 m horden      | n.v.t.    | n.v.t.    | 48,75   | 3 Q    | bye          | bye          | 47,95          | 3 q            | 47,26          | Brons          |
| Matheus Lima                                                                                       | 400 m horden      | n.v.t.    | n.v.t.    | 48,90   | 2 Q    | bye          | bye          | 49,08          | 4              | niet geplaatst | niet geplaatst |
| Max Batista                                                                                        | 20km snelwandelen | n.v.t.    | n.v.t.    | n.v.t.  | n.v.t. | n.v.t.       | n.v.t.       | n.v.t.         | n.v.t.         | 1.22.16        | 28             |
| Caio Bonfim                                                                                        | 20km snelwandelen | n.v.t.    | n.v.t.    | n.v.t.  | n.v.t. | n.v.t.       | n.v.t.       | n.v.t.         | n.v.t.         | 1.19.09        | Zilver         |
| Matheus Corrêa                                                                                     | 20km snelwandelen | n.v.t.    | n.v.t.    | n.v.t.  | n.v.t. | n.v.t.       | n.v.t.       | n.v.t.         | n.v.t.         | 1.24.25        | 39             |
| Felipe Bardi Erik Cardoso Paulo André de Oliveira[c] Renan Gallina Gabriel Garcia Hygor Gabriel[c] | 4x100m            | n.v.t.    | n.v.t.    | 38,73   | 6      | n.v.t.       | n.v.t.       | n.v.t.         | n.v.t.         | niet geplaatst | niet geplaatst |
| Alison dos Santos[c] Douglas Hernandes Jadson Lima Matheus Lima Douglas Mendes Lucas Vilar         | 4x400m            | n.v.t.    | n.v.t.    | 3.00,95 | 5      | n.v.t.       | n.v.t.       | n.v.t.         | n.v.t.         | niet geplaatst | niet geplaatst |

Vrouwen
| atlete                  | onderdeel           | voorronde | voorronde | series  | series | herkansingen | herkansingen | halve finale   | halve finale   | finale         | finale         |
| atlete                  | onderdeel           | tijd      | rang      | tijd    | rang   | tijd         | rang         | tijd           | rang           | tijd           | rang           |
| ----------------------- | ------------------- | --------- | --------- | ------- | ------ | ------------ | ------------ | -------------- | -------------- | -------------- | -------------- |
| Vitória Cristina Rosa   | 100 m               | bye       | bye       | 12,02   | 8      | n.v.t.       | n.v.t.       | niet geplaatst | niet geplaatst | niet geplaatst | niet geplaatst |
| Ana Carolina Azevedo    | 100 m               | bye       | bye       | 11,32   | 4      | n.v.t.       | n.v.t.       | niet geplaatst | niet geplaatst | niet geplaatst | niet geplaatst |
| Ana Carolina Azevedo    | 200 m               | n.v.t.    | n.v.t.    | 23,37   | 8 H    | 23,44        | 6            | niet geplaatst | niet geplaatst | niet geplaatst | niet geplaatst |
| Lorraine Martins        | 200 m               | n.v.t.    | n.v.t.    | 23,68   | 8 H    | 23,82        | 6            | niet geplaatst | niet geplaatst | niet geplaatst | niet geplaatst |
| Tiffani Marinho         | 400 m               | n.v.t.    | n.v.t.    | 52,62   | 5 H    | 52,32        | 6            | niet geplaatst | niet geplaatst | niet geplaatst | niet geplaatst |
| Flávia de Lima          | 800 m               | n.v.t.    | n.v.t.    | 2.00,73 | 6 H    | 2.01,64      | 5            | niet geplaatst | niet geplaatst | niet geplaatst | niet geplaatst |
| Chayenne da Silva       | 400 m horden        | n.v.t.    | n.v.t.    | 56,52   | 7 H    | 56,56        | 7            | niet geplaatst | niet geplaatst | niet geplaatst | niet geplaatst |
| Tatiane Raquel da Silva | 3000 m steeplechase | n.v.t.    | n.v.t.    | 9.33,96 | 10     | n.v.t.       | n.v.t.       | n.v.t.         | n.v.t.         | niet geplaatst | niet geplaatst |
| Érica de Sena           | 20 km snelwandelen  | n.v.t.    | n.v.t.    | n.v.t.  | n.v.t. | n.v.t.       | n.v.t.       | n.v.t.         | n.v.t.         | 1.29.32        | 13             |
| Gabriela de Sousa       | 20 km snelwandelen  | n.v.t.    | n.v.t.    | n.v.t.  | n.v.t. | n.v.t.       | n.v.t.       | n.v.t.         | n.v.t.         | 1.35.50        | 36             |
| Viviane Lyra            | 20 km snelwandelen  | n.v.t.    | n.v.t.    | n.v.t.  | n.v.t. | n.v.t.       | n.v.t.       | n.v.t.         | n.v.t.         | 1.30.31        | 18             |

Gemengd
| atleten                  | onderdeel    | finale  | finale |
| atleten                  | onderdeel    | tijd    | rang   |
| ------------------------ | ------------ | ------- | ------ |
| Caio Bonfim Viviane Lyra | snelwandelen | 2.54.08 | 7      |

[c] Reserve voor de relays

#### Technische nummers
Mannen
| atleet                   | onderdeel        | kwalificaties | kwalificaties | finale         | finale         |
| atleet                   | onderdeel        | afstand       | rang          | afstand        | rang           |
| ------------------------ | ---------------- | ------------- | ------------- | -------------- | -------------- |
| Almir Cunha dos Santos   | hinkstapspringen | 17,06 m       | 5 q           | 16,41 m        | 11             |
| Fernando Ferreira        | hoogspringen     | 2,20 m        | 7             | niet geplaatst | niet geplaatst |
| Lucas Marcelino          | verspringen      | NM            | NM            | niet geplaatst | niet geplaatst |
| Welington Morais         | kogelstoten      | NM            | NM            | niet geplaatst | niet geplaatst |
| Luiz Maurício da Silva   | speerwerpen      | 85,91 m ZAR   | 6 Q           | 80,67 m        | 11             |
| Pedro Henrique Rodrigues | speerwerpen      | 79,46 m       | 19            | niet geplaatst | niet geplaatst |

Vrouwen
| atleet              | onderdeel        | kwalificaties | kwalificaties | finale         | finale         |
| atleet              | onderdeel        | afstand       | rang          | afstand        | rang           |
| ------------------- | ---------------- | ------------- | ------------- | -------------- | -------------- |
| Gabriele dos Santos | hinkstapspringen | 13,63 m       | 23            | niet geplaatst | niet geplaatst |
| Valdiléia Martins   | hoogspringen     | 1,92 m NR     | 11 Q          | NM             | NM             |
| Juliana Campos      | polsstokspringen | 4,40 m        | 21            | niet geplaatst | niet geplaatst |
| Lissandra Campos    | verspringen      | 6,02 m        | 31            | niet geplaatst | niet geplaatst |
| Eliane Martins      | verspringen      | 6,36 m        | 23            | niet geplaatst | niet geplaatst |
| Izabela da Silva    | discuswerpen     | 61,68 m       | 17            | niet geplaatst | niet geplaatst |
| Andressa de Morais  | discuswerpen     | 59,43 m       | 26            | niet geplaatst | niet geplaatst |
| Lívia Avancini      | kogelstoten      | 16,26 m       | 29            | niet geplaatst | niet geplaatst |
| Ana Caroline Silva  | kogelstoten      | 17,09 m       | 23            | niet geplaatst | niet geplaatst |
| Jucilene de Lima    | speerwerpen      | 57,56 m       | 28            | niet geplaatst | niet geplaatst |

#### Meerkamp
| atleet                 | onderdeel | onderdeel | 100 m | vs   | ks    | hs   | 400 m | 110 h | dw    | ph   | sw    | 1500 m  | totaal | rang |
| ---------------------- | --------- | --------- | ----- | ---- | ----- | ---- | ----- | ----- | ----- | ---- | ----- | ------- | ------ | ---- |
| José Fernando Ferreira | tienkamp  | res.      | 10,66 | 7,24 | 13,97 | 1,93 | 48,78 | 14,00 | 42,86 | 4,80 | 70,58 | 4.49,73 | 8213   | 14   |
| José Fernando Ferreira | tienkamp  | pnt.      | 938   | 871  | 727   | 740  | 872   | 975   | 723   | 849  | 898   | 620     | 8213   | 14   |

### Badminton
Mannen
| atleet      | onderdeel | groepsfase             | groepsfase           | groepsfase           | groepsfase | eliminatie           | kwartfinale          | halve finale         | finale / BM          | finale / BM    |
| atleet      | onderdeel | tegenstander uitslag   | tegenstander uitslag | tegenstander uitslag | rang       | tegenstander uitslag | tegenstander uitslag | tegenstander uitslag | tegenstander uitslag | rang           |
| ----------- | --------- | ---------------------- | -------------------- | -------------------- | ---------- | -------------------- | -------------------- | -------------------- | -------------------- | -------------- |
| Ygor Coelho | enkelspel | Naraoka V 16-21, 19-21 | Jeon V 12-21, 19-21  | n.v.t.               | 3          | niet geplaatst       | niet geplaatst       | niet geplaatst       | niet geplaatst       | niet geplaatst |

Vrouwen
| atleet         | onderdeel | groepsfase               | groepsfase           | groepsfase           | groepsfase | eliminatie           | kwartfinale          | halve finale         | finale / BM          | finale / BM    |
| atleet         | onderdeel | tegenstander uitslag     | tegenstander uitslag | tegenstander uitslag | rang       | tegenstander uitslag | tegenstander uitslag | tegenstander uitslag | tegenstander uitslag | rang           |
| -------------- | --------- | ------------------------ | -------------------- | -------------------- | ---------- | -------------------- | -------------------- | -------------------- | -------------------- | -------------- |
| Juliana Vieira | enkelspel | Katethong V 16-21, 19-21 | Lo W 21-19, 21-14    | n.v.t.               | 2          | niet geplaatst       | niet geplaatst       | niet geplaatst       | niet geplaatst       | niet geplaatst |

### Basketbal

#### Mannenteam
Het Braziliaanse mannenbasketbalteam kwalificeerde zich door het FIBA-kwalificatietoernooi voor de Olympische Spelen 2024 in Riga , Letland, te winnen .
| Olympiër | Onderdeel | Resultaat   | Prestatie |
| --- | --------- | ----------- | --------- |
| Vitor Benite Aleksej Borges Bruno Caboclo Elio Corazza Georginho de Paula Yago dos Santos Lucas Dias Cristiano Felicio Marcelinho Huertas Didi Louzada Leo Meindl Raul Neto Mãozinha Pereira Gui Santos | mannen    | kwartfinale | zie onder |

| Groep B |           |             |             |             |             |            |            |            |        |
| #       | Land      | Wedstrijden | Wedstrijden | Wedstrijden | Wedstrijden | Doelpunten | Doelpunten | Doelpunten | Punten |
| #       | Land      | GW          | W           | G           | V           | V          | T          | Saldo      | Punten |
| 1       | Duitsland | 3           | 3           | 0           | 0           | 268        | 221        | +47        | 6      |
| 2       | Frankrijk | 3           | 2           | 0           | 1           | 243        | 241        | +2         | 5      |
| 3       | Brazilië  | 3           | 1           | 0           | 2           | 241        | 248        | -7         | 4      |
| 4       | Japan     | 3           | 0           | 0           | 3           | 251        | 293        | -42        | 3      |

| groepsfase      |                 |                |                |                |                  |                |                |
| 27 juli 2024    | 17:15           | Frankrijk      | 78 - 66        | Brazilië       |                  |                |                |
| 30 juli 2024    | 21:00           | Brazilië       | 73 - 86        | Duitsland      |                  |                |                |
| 2 augustus 2024 | 11:00           | Japan          | 84 - 102       | Brazilië       |                  |                |                |
|                 |                 |                |                |                |                  |                |                |
| kwartfinale     | 6 augustus 2024 | 21:30          | Brazilië       | 87 - 122       | Verenigde Staten |                |                |
|                 |                 |                |                |                |                  |                |                |
| halve finale    | niet geplaatst  | niet geplaatst | niet geplaatst | niet geplaatst | niet geplaatst   | niet geplaatst | niet geplaatst |
|                 |                 |                |                |                |                  |                |                |
| finale          | niet geplaatst  | niet geplaatst | niet geplaatst | niet geplaatst | niet geplaatst   | niet geplaatst | niet geplaatst |

### Boksen
Mannen
| atleet                | onderdeel         | eerste ronde         | tweede ronde            | kwartfinale          | halve finale         | finale               | rang           |
| atleet                | onderdeel         | tegenstander uitslag | tegenstander uitslag    | tegenstander uitslag | tegenstander uitslag | tegenstander uitslag | rang           |
| --------------------- | ----------------- | -------------------- | ----------------------- | -------------------- | -------------------- | -------------------- | -------------- |
| Michael Trindade      | vlieggewicht      | bye                  | Claro V 0 - 5           | niet geplaatst       | niet geplaatst       | niet geplaatst       | niet geplaatst |
| Luiz Gabriel Oliveira | vedergewicht      | bye                  | Harvey V 2 - 3          | niet geplaatst       | niet geplaatst       | niet geplaatst       | niet geplaatst |
| Wanderley Pereira     | middelgewicht     | bye                  | Belony-Dulièpre W 5 - 0 | Khyzhniak V 0 - 5    | niet geplaatst       | niet geplaatst       | niet geplaatst |
| Keno Machado          | zwaargewicht      | bye                  | Brown W 4 - 1           | Mullojonov V 0 - 5   | niet geplaatst       | niet geplaatst       | niet geplaatst |
| Abner Teixeira        | superzwaargewicht | bye                  | Congo V 2 - 3           | niet geplaatst       | niet geplaatst       | niet geplaatst       | niet geplaatst |

Vrouwen
| atlete           | onderdeel     | eerste ronde         | tweede ronde         | kwartfinale          | halve finale         | finale               | rang           |
| atlete           | onderdeel     | tegenstander uitslag | tegenstander uitslag | tegenstander uitslag | tegenstander uitslag | tegenstander uitslag | rang           |
| ---------------- | ------------- | -------------------- | -------------------- | -------------------- | -------------------- | -------------------- | -------------- |
| Caroline Almeida | vlieggewicht  | bye                  | Kyzaibay V 0 - 5     | niet geplaatst       | niet geplaatst       | niet geplaatst       | niet geplaatst |
| Tatiana Chagas   | bantamgewicht | bye                  | Im A-j V 1 - 4       | niet geplaatst       | niet geplaatst       | niet geplaatst       | niet geplaatst |
| Jucielen Romeu   | vedergewicht  | bye                  | Mendoza W 4 - 1      | Yıldız V 1 - 4       | niet geplaatst       | niet geplaatst       | niet geplaatst |
| Beatriz Ferreira | lichtgewicht  | bye                  | Gonzalez W 5 - 0     | Heijnen W 5 - 0      | Harrington V 1 - 4   | niet geplaatst       | Brons          |
| Bárbara Santos   | weltergewicht | bye                  | Chne N-c W 0 - 5     | niet geplaatst       | niet geplaatst       | niet geplaatst       | niet geplaatst |

### Boogschieten
Mannen
| atleet                    | onderdeel   | plaatsingsronde | plaatsingsronde | eerste ronde         | tweede ronde         | derde ronde          | kwartfinale          | halve finale         | finale / BM          | finale / BM    |
| atleet                    | onderdeel   | score           | rang            | tegenstander uitslag | tegenstander uitslag | tegenstander uitslag | tegenstander uitslag | tegenstander uitslag | tegenstander uitslag | rang           |
| ------------------------- | ----------- | --------------- | --------------- | -------------------- | -------------------- | -------------------- | -------------------- | -------------------- | -------------------- | -------------- |
| Marcus Vinicius D'Almeida | individueel | 673             | 17              | Usach W 6 - 2        | Saito W 7 - 1        | Kim W-j V 1 - 7      | niet geplaatst       | niet geplaatst       | niet geplaatst       | niet geplaatst |

Vrouwen
| atleet            | onderdeel   | plaatsingsronde | plaatsingsronde | eerste ronde         | tweede ronde         | derde ronde          | kwartfinale          | halve finale         | finale / BM          | finale / BM    |
| atleet            | onderdeel   | score           | rang            | tegenstander uitslag | tegenstander uitslag | tegenstander uitslag | tegenstander uitslag | tegenstander uitslag | tegenstander uitslag | rang           |
| ----------------- | ----------- | --------------- | --------------- | -------------------- | -------------------- | -------------------- | -------------------- | -------------------- | -------------------- | -------------- |
| Ana Luiza Caetano | individueel | 660             | 19              | Pintarič W 6 - 2     | Mashayikh W 6 - 5    | Barbelin V 2 - 6     | niet geplaatst       | niet geplaatst       | niet geplaatst       | niet geplaatst |

Gemengd
| atleten                                     | onderdeel | plaatsingsronde | plaatsingsronde | eerste ronde         | kwartfinale          | halve finale         | finale / BM          | finale / BM    |
| atleten                                     | onderdeel | score           | rang            | tegenstander uitslag | tegenstander uitslag | tegenstander uitslag | tegenstander uitslag | rang           |
| ------------------------------------------- | --------- | --------------- | --------------- | -------------------- | -------------------- | -------------------- | -------------------- | -------------- |
| Marcus Vinicius D'Almeida Ana Luiza Caetano | team      | 1333            | 10              | Mexico V 1 - 5       | niet geplaatst       | niet geplaatst       | niet geplaatst       | niet geplaatst |

### Gewichtheffen
Vrouwen
| atlete        | onderdeel | trekken | trekken | stoten | stoten | totaal | rang |
| atlete        | onderdeel | score   | rang    | score  | rang   | totaal | rang |
| ------------- | --------- | ------- | ------- | ------ | ------ | ------ | ---- |
| Amanda Schott | -71 kg    | 106     | 7       | 123    | 9      | 229    | 8    |
| Laura Amaro   | -81 kg    | 105     | 7       | 135    | 7      | 240    | 7    |

### Gymnastiek

#### Turnen
Mannen
| atleet         | onderdeel | kwalificatie | kwalificatie | kwalificatie | kwalificatie | kwalificatie | kwalificatie | kwalificatie | kwalificatie | finale  | finale  | finale  | finale  | finale  | finale         | finale | finale         |
| atleet         | onderdeel | toestel      | toestel      | toestel      | toestel      | toestel      | toestel      | totaal       | positie      | toestel | toestel | toestel | toestel | toestel | toestel        | totaal | positie        |
| atleet         | onderdeel | vloer        | voltige      | ringen       | sprong       | brug         | rekstok      | totaal       | positie      | vloer   | voltige | ringen  | sprong  | brug    | rekstok        | totaal | positie        |
| -------------- | --------- | ------------ | ------------ | ------------ | ------------ | ------------ | ------------ | ------------ | ------------ | ------- | ------- | ------- | ------- | ------- | -------------- | ------ | -------------- |
| Arthur Mariano | meerkamp  | 13.100       | 13.600       | 13.033       | 14.200       | 13.933       | 14.133       | 81.999       | 19 Q         | 13.133  | 11.566  | 12.033  | 14.500  | 13.733  | 13.733         | 78.698 | 23             |
| Diogo Soares   | rekstok   | n.v.t.       | n.v.t.       | n.v.t.       | n.v.t.       | n.v.t.       | 12.900       | n.v.t.       | 44           | n.v.t.  | n.v.t.  | n.v.t.  | n.v.t.  | n.v.t.  | niet geplaatst | n.v.t. | niet geplaatst |

Vrouwen
| Turnster(s)      | Onderdeel | Kwalificatie | Kwalificatie | Kwalificatie | Kwalificatie | Kwalificatie | Kwalificatie | Finale  | Finale  | Finale  | Finale  | Finale  | Finale  |
| Turnster(s)      | Onderdeel | Toestel      | Toestel      | Toestel      | Toestel      | Totaal       | Plaats       | Toestel | Toestel | Toestel | Toestel | Totaal  | Plaats  |
| Turnster(s)      | Onderdeel | Sprong       | Brug         | Balk         | Vloer        | Totaal       | Plaats       | Sprong  | Brug    | Balk    | Vloer   | Totaal  | Plaats  |
| ---------------- | --------- | ------------ | ------------ | ------------ | ------------ | ------------ | ------------ | ------- | ------- | ------- | ------- | ------- | ------- |
| Rebeca Andrade   | Team      | 14.900 Q     | 14.400       | 14.500 Q     | 13.900 Q     | 57.700       | 2 Q          | 15.100  | 14.533  | 14.133  | 14.200  | n.v.t.  | n.v.t.  |
| Jade Barbosa     | Team      | 13.733       | 12.733       | 13.100       | 13.500       | 53.066       | 20           | 13.366  | -       | -       | -       | n.v.t.  | n.v.t.  |
| Lorrane Oliveira | Team      | 12.900       | -            | -            | -            | n.v.t.       | n.v.t.       | -       | 13.000  | -       | -       | n.v.t.  | n.v.t.  |
| Flávia Saraiva   | Team      | 14.100       | 13.800       | 13.133       | 13.166       | 54.199       | 11 Q         | 13.900  | 13.666  | 13.433  | 13.533  | n.v.t.  | n.v.t.  |
| Júlia Soares     | Team      | -            | -            | 13.800 Q     | 13.500       | n.v.t.       | n.v.t.       | 13.900  | 13.666  | 13.433  | 13.533  | n.v.t.  | n.v.t.  |
| Totaal           | Team      | 42.733       | 41.433       | 41.433       | 40.900       | 166.499      | 4 Q          | 41.665  | 42.665  | 41.199  | 39.965  | 164.497 | 3 [ 1 ] |

Individuele finales
| Turnster(s)    | Onderdeel | Kwalificatie | Kwalificatie | Kwalificatie | Kwalificatie | Kwalificatie | Kwalificatie | Finale  | Finale  | Finale  | Finale  | Finale | Finale  |
| Turnster(s)    | Onderdeel | Toestel      | Toestel      | Toestel      | Toestel      | Totaal       | Plaats       | Toestel | Toestel | Toestel | Toestel | Totaal | Plaats  |
| Turnster(s)    | Onderdeel | Sprong       | Brug         | Balk         | Vloer        | Totaal       | Plaats       | Sprong  | Brug    | Balk    | Vloer   | Totaal | Plaats  |
| -------------- | --------- | ------------ | ------------ | ------------ | ------------ | ------------ | ------------ | ------- | ------- | ------- | ------- | ------ | ------- |
| Rebeca Andrade | meerkamp  | zie team     | zie team     | zie team     | zie team     | zie team     | zie team     | 15.100  | 14.666  | 14.133  | 14.033  | 57.932 | Zilver  |
| Rebeca Andrade | sprong    | 14.683       | n.v.t.       | n.v.t.       | n.v.t.       | n.v.t.       | 2 Q          | 14.966  | n.v.t.  | n.v.t.  | n.v.t.  | n.v.t. | Zilver  |
| Rebeca Andrade | balk      | n.v.t.       | n.v.t.       | 14.500       | n.v.t.       | n.v.t.       | 3 Q          | n.v.t.  | n.v.t.  | 13.933  | n.v.t.  | n.v.t. | 4       |
| Rebeca Andrade | vloer     | n.v.t.       | n.v.t.       | n.v.t.       | 13.900       | n.v.t.       | 2 Q          | n.v.t.  | n.v.t.  | n.v.t.  | 14.166  | n.v.t. | 1 [ 2 ] |
| Flávia Saraiva | meerkamp  | zie team     | zie team     | zie team     | zie team     | zie team     | zie team     | 13.633  | 13.900  | 14.266  | 12.233  | 54.032 | 9       |
| Júlia Soares   | balk      | n.v.t.       | n.v.t.       | 13.800       | n.v.t.       | n.v.t.       | 8 Q          | n.v.t.  | n.v.t.  | 12.233  | n.v.t.  | n.v.t. | 7       |

#### Ritmisch
| atleten          | onderdeel   | kwalificatie | kwalificatie | kwalificatie | kwalificatie | kwalificatie | kwalificatie | finale | finale | finale  | finale | finale  | finale |
| atleten          | onderdeel   | hoepel       | bal          | knotsen      | lint         | totaal       | rang         | hoepel | bal    | knotsen | lint   | totaal  | rang   |
| ---------------- | ----------- | ------------ | ------------ | ------------ | ------------ | ------------ | ------------ | ------ | ------ | ------- | ------ | ------- | ------ |
| Bárbara Domingos | individueel | 34,750       | 33,100       | 30,200       | 31,700       | 129,750      | 8 Q          | 29,600 | 33,200 | 31,200  | 29,100 | 123,100 | 10     |

| atleten                                                                           | onderdeel | kwalificatie | kwalificatie         | kwalificatie | kwalificatie | finale         | finale               | finale         | finale         |
| atleten                                                                           | onderdeel | 5 linten     | 3 knotsen, 2 hoepels | totaal       | rang         | 5 linten       | 3 knotsen, 2 hoepels | totaal         | rang           |
| --------------------------------------------------------------------------------- | --------- | ------------ | -------------------- | ------------ | ------------ | -------------- | -------------------- | -------------- | -------------- |
| Maria Eduarda Arakaki Victória Borges Déborah Medrado Sofia Pereira Nicole Pircio | team      | 35,950       | 24,950               | 60,900       | 9            | niet geplaatst | niet geplaatst       | niet geplaatst | niet geplaatst |

#### Trampoline
| atleet        | onderdeel | kwalificaties | kwalificaties | finale         | finale         |
| atleet        | onderdeel | score         | rang          | score          | rang           |
| ------------- | --------- | ------------- | ------------- | -------------- | -------------- |
| Rayan Dutra   | mannen    | 56,370        | 12            | niet geplaatst | niet geplaatst |
| Camilla Gomes | vrouwen   | 50,580        | 15            | niet geplaatst | niet geplaatst |

### Handbal
Vrouwen
| Olympiër | Onderdeel | Resultaat | Prestatie |
| --- | --------- | --------- | --------- |
| Larissa Araújo Marcela Arounian Renata Arruda Gabriela Bitolo Adriana Cardoso de Castro Kelly de Abreu Rosa Bruna de Paula Mariane Fernándes Giulia Guarieiro Jhennifer Lopes Patrícia Matieli Tamires Morena Lima Gabriela Moreschi Jéssica Quintino | Vrouwen   | 7         | zie onder |

| Pos | Team          | Wed | W | G | V | Ptn | DV  | DT  | +/− | Kwalificatie |
| --- | ------------- | --- | - | - | - | --- | --- | --- | --- | ------------ |
| 1   | Frankrijk (G) | 5   | 5 | 0 | 0 | 10  | 159 | 124 | +35 | Kwartfinales |
| 2   | Nederland     | 5   | 4 | 0 | 1 | 8   | 152 | 137 | +15 | Kwartfinales |
| 3   | Hongarije     | 5   | 2 | 1 | 2 | 5   | 137 | 140 | −3  | Kwartfinales |
| 4   | Brazilië      | 5   | 2 | 0 | 3 | 4   | 127 | 119 | +8  | Kwartfinales |
| 5   | Angola        | 5   | 1 | 1 | 3 | 3   | 131 | 154 | −23 |              |
| 6   | Spanje        | 5   | 0 | 0 | 5 | 0   | 111 | 143 | −32 |              |

| Groepsfase      |                 |                |                |                |                |                |                |
| 25 juli 2024    | 14:00           | Spanje         | 18 - 29        | Brazilië       |                |                |                |
| 28 juli 2024    | 09:00           | Brazilië       | 24 - 25        | Hongarije      |                |                |                |
| 30 juli 2024    | 19:00           | Frankrijk      | 26 - 20        | Brazilië       |                |                |                |
| 1 augustus 2024 | 09:00           | Nederland      | 31 - 24        | Brazilië       |                |                |                |
| 3 augustus 2024 | 14:00           | Brazilië       | 30 - 19        | Angola         |                |                |                |
|                 |                 |                |                |                |                |                |                |
| Kwartfinale     | 6 augustus 2024 | 21:30          | Noorwegen      | 32 - 15        | Brazilië       |                |                |
|                 |                 |                |                |                |                |                |                |
| Halve finale    | niet geplaatst  | niet geplaatst | niet geplaatst | niet geplaatst | niet geplaatst | niet geplaatst | niet geplaatst |
|                 |                 |                |                |                |                |                |                |
| Finale          | niet geplaatst  | niet geplaatst | niet geplaatst | niet geplaatst | niet geplaatst | niet geplaatst | niet geplaatst |

### Judo
Mannen
| atleet             | onderdeel | eerste ronde         | tweede ronde         | derde ronde          | kwartfinale              | halve finale          | herkansing           | finale / BM             | finale / BM    |
| atleet             | onderdeel | tegenstander uitslag | tegenstander uitslag | tegenstander uitslag | tegenstander uitslag     | tegenstander uitslag  | tegenstander uitslag | tegenstander uitslag    | rang           |
| ------------------ | --------- | -------------------- | -------------------- | -------------------- | ------------------------ | --------------------- | -------------------- | ----------------------- | -------------- |
| Michel Augusto     | −60 kg    | n.v.t.               | Sancho W 01 - 00     | Nagayama V 00 - 10   | niet geplaatst           | niet geplaatst        | niet geplaatst       | niet geplaatst          | niet geplaatst |
| Willian Lima       | −66 kg    | n.v.t.               | Nurillaev W 01 - 00  | Rahimov W 10 - 00    | Yondonpernlein W 01 - 00 | Kyrgyzbayev W 10 - 00 | bye                  | Abe V 00 - 10           | Zilver         |
| Daniel Cargnin     | −73 kg    | n.v.t.               | Gjakova V 00 - 10    | niet geplaatst       | niet geplaatst           | niet geplaatst        | niet geplaatst       | niet geplaatst          | niet geplaatst |
| Guilherme Schimidt | −81 kg    | bye                  | Šerifovski W 10 - 00 | Esposito V 00 - 01   | niet geplaatst           | niet geplaatst        | niet geplaatst       | niet geplaatst          | niet geplaatst |
| Rafael Macedo      | −90 kg    | n.v.t.               | van 't End W 10 - 00 | Creț W 10 - 00       | Mosakhlishvili V 00 - 01 | n.v.t.                | Han J-y W 11 - 00    | Ngayap Hambou V 00 - 10 | 5              |
| Leonardo Gonçalves | −100 kg   | n.v.t.               | Kostoev V 01 - 10    | niet geplaatst       | niet geplaatst           | niet geplaatst        | niet geplaatst       | niet geplaatst          | niet geplaatst |
| Rafael Silva       | +100 kg   | n.v.t.               | Kokauri V 00 - 10    | niet geplaatst       | niet geplaatst           | niet geplaatst        | niet geplaatst       | niet geplaatst          | niet geplaatst |

Vrouwen
| atlete           | onderdeel | eerste ronde         | tweede ronde         | kwartfinale            | halve finale         | herkansing           | finale / BM          | finale / BM    |
| atlete           | onderdeel | tegenstander uitslag | tegenstander uitslag | tegenstander uitslag   | tegenstander uitslag | tegenstander uitslag | tegenstander uitslag | rang           |
| ---------------- | --------- | -------------------- | -------------------- | ---------------------- | -------------------- | -------------------- | -------------------- | -------------- |
| Natasha Ferreira | −48 kg    | Tsunoda V 00 - 11    | niet geplaatst       | niet geplaatst         | niet geplaatst       | niet geplaatst       | niet geplaatst       | niet geplaatst |
| Larissa Pimenta  | −52 kg    | Silva W 10 - 00      | Giles W 01 - 00      | Buchard V 01 - 00      | niet geplaatst       | Ballhaus W 10 - 00   | Giufrida W 10 - 00   | Brons          |
| Rafaela Silva    | −57 kg    | bye                  | Pardayeva W 10 - 00  | Liparteliani W 10 - 00 | Huh M-m V 00 - 01    | bye                  | Funakubo V 00 - 10   | 5              |
| Ketleyn Quadros  | −63 kg    | Cabaña W 10 - 00     | Agbegnenou V 00 - 01 | niet geplaatst         | niet geplaatst       | niet geplaatst       | niet geplaatst       | niet geplaatst |
| Mayra Aguiar     | −78 kg    | bye                  | Bellandi V 00 - 01   | niet geplaatst         | niet geplaatst       | niet geplaatst       | niet geplaatst       | niet geplaatst |
| Beatriz Souza    | +78 kg    | bye                  | Marenco W 10 - 00    | Kim H-y W 01 - 00      | Dicko W 10 - 00      | bye                  | Hershko W 01 - 00    | Goud           |

Gemengd
| atleten | onderdeel | eerste ronde         | tweede ronde         | kwartfinale          | halve finale         | herkansing           | finale / BM          | finale / BM |
| atleten | onderdeel | tegenstander uitslag | tegenstander uitslag | tegenstander uitslag | tegenstander uitslag | tegenstander uitslag | tegenstander uitslag | rang        |
| --- | --------- | -------------------- | -------------------- | -------------------- | -------------------- | -------------------- | -------------------- | ----------- |
| Willian Lima Daniel Cargnin Guilherme Schimidt Rafael Macedo Leonardo Gonçalves Rafael Silva Larissa Pimenta Rafaela Silva Ketleyn Quadros Beatriz Souza | team      | bye                  | Kazachstan W 4 - 2   | Duitsland V 3 - 4    | niet geplaatst       | Servië W 4 - 1       | Italië W 4 - 3       | Brons       |

### Kanovaren

#### Kayak Cross
Mannen
| atleet         | onderdeel      | tijdrit | rang | ronde 1 | herkansingen | series | kwartfinale    | halve finale   | finale         | finale |
| atleet         | onderdeel      | tijdrit | rang | rang    | rang         | rang   | rang           | rang           | rang           | rang   |
| -------------- | -------------- | ------- | ---- | ------- | ------------ | ------ | -------------- | -------------- | -------------- | ------ |
| Pepe Gonçalves | KX-1 (vrouwen) | 66,41   | 2    | 2 Q     | bye          | 4      | niet geplaatst | niet geplaatst | niet geplaatst | 27     |
| Ana Sátila     | KX-1 (vrouwen) | 72,64   | 5    | 3       | 1 Q          | 2 Q    | 2 Q            | 3 FB           | 4              | 8      |

#### Slalom
Mannen
| atleet         | onderdeel  | series | series | series | series | series    | series | halve finale   | halve finale   | finale         | finale         |
| atleet         | onderdeel  | run 1  | rang   | run 2  | rang   | beste run | rang   | tijd           | rang           | tijd           | rang           |
| -------------- | ---------- | ------ | ------ | ------ | ------ | --------- | ------ | -------------- | -------------- | -------------- | -------------- |
| Pepe Gonçalves | C-1 slalom | 111,07 | 18     | 154,48 | 19     | 111,07    | 18     | niet geplaatst | niet geplaatst | niet geplaatst | niet geplaatst |
| Pepe Gonçalves | K-1 slalom | 86,64  | 6      | 90,71  | 13     | 86,64     | 8 Q    | 147,09         | 20             | niet geplaatst | niet geplaatst |

Vrouwen
| atlete     | onderdeel  | series | series | series | series | series    | series | halve finale | halve finale | finale | finale |
| atlete     | onderdeel  | run 1  | rang   | run 2  | rang   | beste run | rang   | tijd         | rang         | tijd   | rang   |
| ---------- | ---------- | ------ | ------ | ------ | ------ | --------- | ------ | ------------ | ------------ | ------ | ------ |
| Ana Sátila | C-1 slalom | 109,95 | 13     | 105,16 | 3      | 105,16    | 8 Q    | 109,88       | 5 Q          | 112,70 | 5      |
| Ana Sátila | K-1 slalom | 98,83  | 12     | 96,88  | 12     | 96,88     | 14 Q   | 102,23       | 5 Q          | 100,69 | 4      |

#### Sprint
Mannen
| atleet                         | onderdeel  | series  | series | kwartfinale | kwartfinale | halve finale   | halve finale   | finale         | finale         |
| atleet                         | onderdeel  | tijd    | rang   | tijd        | rang        | tijd           | rang           | tijd           | rang           |
| ------------------------------ | ---------- | ------- | ------ | ----------- | ----------- | -------------- | -------------- | -------------- | -------------- |
| Mateus Nunes                   | C-1 1000 m | 3.52,60 | 3 KF   | 4.08,50     | 5           | niet geplaatst | niet geplaatst | niet geplaatst | niet geplaatst |
| Isaquias Queiroz               | C-1 1000 m | 3.53,94 | 2 HF   | bye         | bye         | 3.44,80        | 2 FA           | 3.44,33        | Zilver         |
| Jacky Godmann Isaquias Queiroz | C-2 500 m  | 1.39,38 | 3 KF   | 1.38,78     | 1 HF        | 1.39,95        | 3 FA           | 1.42,58        | 8              |
| Vagner Souta                   | K-1 1000 m | 3.46,17 | 4 KF   | 3.50,72     | 6           | niet geplaatst | niet geplaatst | niet geplaatst | niet geplaatst |

Vrouwen
| atleet              | onderdeel | series  | series | kwartfinale | kwartfinale | halve finale | halve finale | finale         | finale         |
| atleet              | onderdeel | tijd    | rang   | tijd        | rang        | tijd         | rang         | tijd           | rang           |
| ------------------- | --------- | ------- | ------ | ----------- | ----------- | ------------ | ------------ | -------------- | -------------- |
| Valdenice Conceição | C-1 200 m | 48,57   | 2 HF   | bye         | bye         | 46,46        | 5 FB         | 46,82          | 13             |
| Ana Paula Vergutz   | K-1 500 m | 1.54,98 | 5 KF   | 1.56,09     | 5 HF        | 1.54,19      | 8            | niet geplaatst | niet geplaatst |

### Moderne vijfkamp
Vrouwen
| atlete           | onderdeel        | onderdeel    | schermen (degen) | schermen (degen) | schermen (degen) | schermen (degen) | zwemmen (200 m vrije slag) | zwemmen (200 m vrije slag) | zwemmen (200 m vrije slag) | paardrijden (springen) | paardrijden (springen) | paardrijden (springen) | combinatie: schieten/lopen (10 m luchtpistool)/(3200 m) | combinatie: schieten/lopen (10 m luchtpistool)/(3200 m) | combinatie: schieten/lopen (10 m luchtpistool)/(3200 m) | totaal punten  | rang           |
| atlete           | onderdeel        | onderdeel    | RR               | BR               | rang             | punten           | tijd                       | rang                       | punten                     | strafpunten            | rang                   | punten                 | tijd                                                    | rang                                                    | punten                                                  | totaal punten  | rang           |
| ---------------- | ---------------- | ------------ | ---------------- | ---------------- | ---------------- | ---------------- | -------------------------- | -------------------------- | -------------------------- | ---------------------- | ---------------------- | ---------------------- | ------------------------------------------------------- | ------------------------------------------------------- | ------------------------------------------------------- | -------------- | -------------- |
| Isabela de Abreu | moderne vijfkamp | halve finale | 10-25            | 0                | 36               | 175              | 2.25,63                    | 16                         | 259                        | 12,00                  | 12                     | 288                    | 12.22,30                                                | 14                                                      | 558                                                     | 1280           | 16             |
| Isabela de Abreu | moderne vijfkamp | finale       | niet geplaatst   | niet geplaatst   | niet geplaatst   | niet geplaatst   | niet geplaatst             | niet geplaatst             | niet geplaatst             | niet geplaatst         | niet geplaatst         | niet geplaatst         | niet geplaatst                                          | niet geplaatst                                          | niet geplaatst                                          | niet geplaatst | niet geplaatst |

### Paardensport

#### Dressuur
| ruiter                    | paard        | onderdeel   | Grand Prix | Grand Prix | Grand Prix Special | Grand Prix Special | Grand Prix Freestyle | Grand Prix Freestyle | totaal         | totaal         |
| ruiter                    | paard        | onderdeel   | score      | rang       | score              | rang               | technisch            | artistiek            | uitslag        | rang           |
| ------------------------- | ------------ | ----------- | ---------- | ---------- | ------------------ | ------------------ | -------------------- | -------------------- | -------------- | -------------- |
| João Victor Marcari Oliva | Feel Good VO | individueel | 70,093     | 33         |                    |                    | niet geplaatst       | niet geplaatst       | niet geplaatst | niet geplaatst |

#### Eventing
| ruiter                                              | paard                  | onderdeel   | dressuur    | dressuur | cross-country | cross-country | cross-country | springen      | springen      | springen      | springen       | springen       | springen       | totaal        | totaal        |
| ruiter                                              | paard                  | onderdeel   | dressuur    | dressuur | cross-country | cross-country | cross-country | kwalificatie  | kwalificatie  | kwalificatie  | finale         | finale         | finale         | totaal        | totaal        |
| ruiter                                              | paard                  | onderdeel   | strafpunten | rang     | strafpunten   | totaal        | rang          | strafpunten   | totaal        | rang          | strafpunten    | totaal         | rang           | strafpunten   | rang          |
| --------------------------------------------------- | ---------------------- | ----------- | ----------- | -------- | ------------- | ------------- | ------------- | ------------- | ------------- | ------------- | -------------- | -------------- | -------------- | ------------- | ------------- |
| Ruy Fonseca                                         | Ballypatrick SRS       | individueel | n.v.t.      | n.v.t.   | n.v.t.        | n.v.t.        | n.v.t.        | 8,00          | 28,00         | n.v.t.        | n.v.t.         | n.v.t.         | n.v.t.         | n.v.t.        | n.v.t.        |
| Márcio Jorge                                        | Castle Howard Casanova | individueel | 33,30       | =33      | 42,40         | 75,70         | 52            | 4,00          | 79,70         | 44            | niet geplaatst | niet geplaatst | niet geplaatst | 79,70         | 44            |
| Rafael Losano                                       | Withington             | individueel | 32,40       | =30      | 9,20          | 41,60         | =30           | 8,80          | 50,40         | 29            | niet geplaatst | niet geplaatst | niet geplaatst | 50,40         | 29            |
| Carlos Parro                                        | Safira                 | individueel | 37,70       | =51      | 22,40         | 60,10         | 42            | terugtrekking | terugtrekking | terugtrekking | terugtrekking  | terugtrekking  | terugtrekking  | terugtrekking | terugtrekking |
| Ruy Fonseca Márcio Jorge Rafael Losano Carlos Parro | zie boven              | team        | 103,40      | 12       | 74,00         | 177,40        | 12            | 17,20         | 214,60        | 12            | n.v.t.         | n.v.t.         | n.v.t.         | 214,60        | 12            |

#### Jumping
| ruiter                                     | paard                                                              | onderdeel   | kwalificatie | kwalificatie | kwalificatie | finale         | finale         | finale         |
| ruiter                                     | paard                                                              | onderdeel   | strafpunten  | tijd         | rang         | strafpunten    | tijd           | rang           |
| ------------------------------------------ | ------------------------------------------------------------------ | ----------- | ------------ | ------------ | ------------ | -------------- | -------------- | -------------- |
| Stephan Barcha                             | Chevaux Primavera Montana Império Egípcio                          | individueel | 0,00         | 76,03        | 13 Q         | 4,00           | 80,07          | 5              |
| Yuri Mansur                                | Alfons                                                             | individueel | 19,00        | 93,37        | 62           | niet geplaatst | niet geplaatst | niet geplaatst |
| Rodrigo Pessoa                             | Major Tom                                                          | individueel | 0,00         | 77,03        | 17 Q         | opgave         | opgave         | opgave         |
| Stephan Barcha Rodrigo Pessoa Pedro Veniss | Chevaux Primavera Montana Império Egípcio Major Tom Nimrod de Muze | team        | EL           | EL           | EL           | niet geplaatst | niet geplaatst | niet geplaatst |

### Roeien
Mannen
| atleet         | onderdeel | series  | series | herkansingen | herkansingen | kwartfinale | kwartfinale | halve finale | halve finale | finale  | finale |
| atleet         | onderdeel | tijd    | rang   | tijd         | rang         | tijd        | rang        | tijd         | rang         | tijd    | rang   |
| -------------- | --------- | ------- | ------ | ------------ | ------------ | ----------- | ----------- | ------------ | ------------ | ------- | ------ |
| Lucas Verthein | skiff     | 6.54,96 | 3 KF   | bye          | bye          | 6.55,36     | 4 HC/D      | 6.55,07      | 1 FC         | 6.47,37 | 15     |

Vrouwen
| atleet          | onderdeel | series  | series | herkansingen | herkansingen | kwartfinale | kwartfinale | halve finale | halve finale | finale  | finale |
| atleet          | onderdeel | tijd    | rang   | tijd         | rang         | tijd        | rang        | tijd         | rang         | tijd    | rang   |
| --------------- | --------- | ------- | ------ | ------------ | ------------ | ----------- | ----------- | ------------ | ------------ | ------- | ------ |
| Beatriz Tavares | skiff     | 7.49,66 | 3 KF   | bye          | bye          | 7.47,29     | 4 HC/D      | 7.49,96      | 3 FC         | 7.31,31 | 15     |

Legenda: FA=finale A (medailles); FB=finale B (geen medailles); FC=finale C (geen medailles); FD=finale D (geen medailles); FE=finale E (geen medailles); FF=finale F (geen medailles); HA/B=halve finale A/B; HC/D=halve finale C/D; HE/F=halve finale E/F; KF=kwartfinale; H=herkansing

### Rugby

#### Vrouwen
| Olympiër | Onderdeel | Resultaat | Prestatie |
| --- | --------- | --------- | --------- |
| Luiza Campos Thalia Costa Thalita Costa Marina Fioravanti Gisele Gomes Raquel Kochhann Gabriela Lima Milena Mariano Mariana Nicolau Bianca Silva Yasmim Soares Marcelle Souza | vrouwen   | 10        | zie onder |

| Groep |                  |             |             |             |             |            |            |            |        |
| #     | Land             | Wedstrijden | Wedstrijden | Wedstrijden | Wedstrijden | Doelpunten | Doelpunten | Doelpunten | Punten |
| #     | Land             | GW          | W           | G           | V           | V          | T          | Saldo      | Punten |
| 1     | Frankrijk        | 3           | 3           | 0           | 0           | 106        | 14         | +92        | 9      |
| 2     | Verenigde Staten | 3           | 2           | 0           | 1           | 74         | 43         | +31        | 7      |
| 3     | Japan            | 3           | 1           | 0           | 2           | 46         | 97         | -51        | 5      |
| 4     | Brazilië         | 3           | 0           | 0           | 3           | 17         | 89         | -72        | 3      |

| groepsfase            |              |                  |         |          |          |  |  |
| 28 juli 2024          | 17:00        | Frankrijk        | 26 - 0  | Brazilië |          |  |  |
| 28 juli 2024          | 20:00        | Verenigde Staten | 24 - 5  | Brazilië |          |  |  |
| 29 juli 2024          | 15:00        | Japan            | 39 - 12 | Brazilië |          |  |  |
|                       |              |                  |         |          |          |  |  |
| plaatsing 9 - 12      | 29 juli 2024 | 20:30            | Fiji    | 22 - 28  | Brazilië |  |  |
|                       |              |                  |         |          |          |  |  |
| wedstrijd om plaats 9 | 30 juli 2024 | 17:00            | Japan   | 38 - 7   | Brazilië |  |  |

### Schermen
Mannen
| atleet          | onderdeel | eerste ronde         | tweede ronde         | derde ronde          | kwartfinale          | halve finale         | finale / BM          | finale / BM    |                |
| atleet          | onderdeel | tegenstander uitslag | tegenstander uitslag | tegenstander uitslag | tegenstander uitslag | tegenstander uitslag | tegenstander uitslag | rang           |                |
| --------------- | --------- | -------------------- | -------------------- | -------------------- | -------------------- | -------------------- | -------------------- | -------------- | -------------- |
| Guilherme Toldo | floret    | bye                  | Mo Z V 7 - 15        | niet geplaatst       | niet geplaatst       | niet geplaatst       | niet geplaatst       | niet geplaatst | niet geplaatst |

Vrouwen
| atleet               | onderdeel | eerste ronde         | tweede ronde         | derde ronde          | kwartfinale          | halve finale         | finale / BM          | finale / BM    |
| atleet               | onderdeel | tegenstander uitslag | tegenstander uitslag | tegenstander uitslag | tegenstander uitslag | tegenstander uitslag | tegenstander uitslag | rang           |
| -------------------- | --------- | -------------------- | -------------------- | -------------------- | -------------------- | -------------------- | -------------------- | -------------- |
| Nathalie Moellhausen | degen     | bye                  | Xiao V 11 - 15       | niet geplaatst       | niet geplaatst       | niet geplaatst       | niet geplaatst       | niet geplaatst |
| Mariana Pistoia      | floret    | Catantan V 13 - 15   | niet geplaatst       | niet geplaatst       | niet geplaatst       | niet geplaatst       | niet geplaatst       | niet geplaatst |

### Schietsport
Mannen
| atleet               | onderdeel         | kwalificaties | kwalificaties | finale         | finale         |
| atleet               | onderdeel         | punten        | rang          | punten         | rang           |
| -------------------- | ----------------- | ------------- | ------------- | -------------- | -------------- |
| Philipe Chateaubrian | 10 m luchtpistool | 561           | 31            | niet geplaatst | niet geplaatst |

Vrouwen
| atleet          | onderdeel               | kwalificaties | kwalificaties | finale         | finale         |
| atleet          | onderdeel               | punten        | rang          | punten         | rang           |
| --------------- | ----------------------- | ------------- | ------------- | -------------- | -------------- |
| Geovana Meyer   | 10 m luchtgeweer        | 623,5         | 38            | niet geplaatst | niet geplaatst |
| Geovana Meyer   | 50 m geweer 3 houdingen | 581           | 22            | niet geplaatst | niet geplaatst |
| Geórgia Furquim | skeet                   | 111           | 26            | niet geplaatst | niet geplaatst |

### Schoonspringen
Vrouwen
| atlete          | onderdeel  | series | series | halve finale   | halve finale   | finale         | finale         |
| atlete          | onderdeel  | punten | rang   | punten         | rang           | punten         | rang           |
| --------------- | ---------- | ------ | ------ | -------------- | -------------- | -------------- | -------------- |
| Ingrid Oliveira | 10 m toren | 255,90 | 23     | niet geplaatst | niet geplaatst | niet geplaatst | niet geplaatst |

### Skateboarden
Mannen
| atleet          | onderdeel | kwalificaties | kwalificaties | finale         | finale         |
| atleet          | onderdeel | punten        | rang          | punten         | rang           |
| --------------- | --------- | ------------- | ------------- | -------------- | -------------- |
| Augusto Akio    | park      | 88,98         | 8 Q           | 91,85          | Brons          |
| Pedro Barros    | park      | 89,24         | 6 Q           | 91,65          | 4              |
| Luigi Cini      | park      | 89,10         | 7 Q           | 76,89          | 7              |
| Felipe Gustavo  | street    | 157,89        | 15            | niet geplaatst | niet geplaatst |
| Kelvin Hoefler  | street    | 265,24        | 6 Q           | 270,27         | 6              |
| Giovanni Vianna | street    | 178,52        | 13            | niet geplaatst | niet geplaatst |

Vrouwen
| atleet           | onderdeel | kwalificaties | kwalificaties | finale         | finale         |
| atleet           | onderdeel | punten        | rang          | punten         | rang           |
| ---------------- | --------- | ------------- | ------------- | -------------- | -------------- |
| Isadora Pacheco  | park      | 82,07         | 9             | niet geplaatst | niet geplaatst |
| Dora Varella     | park      | 82,29         | 8 Q           | 89,14          | 4              |
| Raicca Ventura   | park      | 76,24         | 12            | niet geplaatst | niet geplaatst |
| Rayssa Leal      | street    | 241,43        | 7 Q           | 253,37         | Brons          |
| Gabriela Mazetto | street    | 144,35        | 19            | niet geplaatst | niet geplaatst |
| Pâmela Rosa      | street    | 205,23        | 16            | niet geplaatst | niet geplaatst |

### Surfen
| Atleet              | Onderdeel | Ronde 1 | Ronde 1 | Ronde 2                    | Ronde 3                     | Kwartfinale             | Halve finale            | Finale / BM            | Finale / BM    |
| Atleet              | Onderdeel | Score   | Rang    | Tegenstander Uitslag       | Tegenstander Uitslag        | Tegenstander Uitslag    | Tegenstander Uitslag    | Tegenstander Uitslag   | Rang           |
| ------------------- | --------- | ------- | ------- | -------------------------- | --------------------------- | ----------------------- | ----------------------- | ---------------------- | -------------- |
| João Chianca        | mannen    | 10,07   | 1 R3    | bye                        | Boukhiam W 18,10 - 17,80    | Medina V 9,33 - 14,77   | niet geplaatst          | niet geplaatst         | niet geplaatst |
| Gabriel Medina      | mannen    | 13,50   | 1 R3    | bye                        | Igarashi W 17-40 - 7,04     | Chianca W 14,77 - 9,33  | Robinson V 6,33 - 12,33 | Correa W 15,54 - 12,43 | Brons          |
| Filipe Toledo       | mannen    | 7,63    | 2 R2    | Stairmand W 17,00 - 14,00  | Inaba V 2,46 - 6,00         | niet geplaatst          | niet geplaatst          | niet geplaatst         | niet geplaatst |
| Tainá Hinckel       | vrouwen   | 5,73    | 2 R2    | Dempfle-Olin W 7,10 - 6,30 | Silva V 5,93 - 6,00         | niet geplaatst          | niet geplaatst          | niet geplaatst         | niet geplaatst |
| Luana Silva         | vrouwen   | 7,27    | 1 R3    | bye                        | Tainá Hinckel W 6,00 - 5,93 | Hennessy V 5,47 - 6,37  | niet geplaatst          | niet geplaatst         | niet geplaatst |
| Tatiana Weston-Webb | vrouwen   | 10,33   | 2 R2    | Resano W 9,50 - 3,30       | Simmers W 12,34 - 1,93      | Erostarbe W 8,10 - 6,34 | Hennessy W 13,66 - 6,17 | Marks V 10,33 - 10,50  | Zilver         |

### Taekwondo
Mannen
| atleet           | onderdeel | kwalificatie         | eerste ronde         | kwartfinale          | halve finale         | herkansing           | finale / BM          | finale / BM    |
| atleet           | onderdeel | tegenstander uitslag | tegenstander uitslag | tegenstander uitslag | tegenstander uitslag | tegenstander uitslag | tegenstander uitslag | rang           |
| ---------------- | --------- | -------------------- | -------------------- | -------------------- | -------------------- | -------------------- | -------------------- | -------------- |
| Edival Pontes    | -68 kg    | bye                  | Kareem V 1 - 2       | niet geplaatst       | niet geplaatst       | Reçber W 2 - 1       | Pérez W 2 - 1        | Brons          |
| Henrique Marques | -80 kg    | bye                  | Al-Sharabaty W 2 - 0 | Seo G-w V 0 - 2      | niet geplaatst       | niet geplaatst       | niet geplaatst       | niet geplaatst |

Vrouwen
| atleet              | onderdeel | kwalificatie         | eerste ronde         | kwartfinale          | halve finale         | herkansing           | finale / BM          | finale / BM    |
| atleet              | onderdeel | tegenstander uitslag | tegenstander uitslag | tegenstander uitslag | tegenstander uitslag | tegenstander uitslag | tegenstander uitslag | rang           |
| ------------------- | --------- | -------------------- | -------------------- | -------------------- | -------------------- | -------------------- | -------------------- | -------------- |
| Maria Clara Pacheco | -57 kg    | n.v.t.               | Hymer W 2 - 0        | Luo Z V 1 - 2        | niet geplaatst       | niet geplaatst       | niet geplaatst       | niet geplaatst |
| Caroline Santos     | -67 kg    | n.v.t.               | Tongchan V 0 - 2     | niet geplaatst       | niet geplaatst       | niet geplaatst       | niet geplaatst       | niet geplaatst |

### Tafeltennis
Mannen
| atleet                                       | onderdeel | voorronde            | eerste ronde         | tweede ronde         | derde ronde          | kwartfinale          | halve finale         | finale / BM          | finale / BM    |
| atleet                                       | onderdeel | tegenstander uitslag | tegenstander uitslag | tegenstander uitslag | tegenstander uitslag | tegenstander uitslag | tegenstander uitslag | tegenstander uitslag | rang           |
| -------------------------------------------- | --------- | -------------------- | -------------------- | -------------------- | -------------------- | -------------------- | -------------------- | -------------------- | -------------- |
| Hugo Calderano                               | enkelspel | bye                  | Pereira W 4 - 0      | Robles W 4 - 2       | A. Lebrun W 4 - 1    | Jang W-j W 4 - 0     | Möregårdh V 2 - 4    | F. Lebrun V 0 - 4    | 4              |
| Vitor Ishiy                                  | enkelspel | bye                  | Lum W 4 - 0          | Ovtcharov V 1 - 4    | niet geplaatst       | niet geplaatst       | niet geplaatst       | niet geplaatst       | niet geplaatst |
| Hugo Calderano Vitor Ishiy Guilherme Teodoro | team      | n.v.t.               | n.v.t.               | n.v.t.               | Portugal W 3 - 1     | Frankrijk V 0 - 3    | niet geplaatst       | niet geplaatst       | niet geplaatst |

Vrouwen
| atleet                                           | onderdeel | voorronde            | eerste ronde         | tweede ronde         | derde ronde          | kwartfinale          | halve finale         | finale / BM          | finale / BM    |
| atleet                                           | onderdeel | tegenstander uitslag | tegenstander uitslag | tegenstander uitslag | tegenstander uitslag | tegenstander uitslag | tegenstander uitslag | tegenstander uitslag | rang           |
| ------------------------------------------------ | --------- | -------------------- | -------------------- | -------------------- | -------------------- | -------------------- | -------------------- | -------------------- | -------------- |
| Bruna Takahashi                                  | enkelspel | bye                  | Offiong W 4 - 0      | Zhang V 2 - 4        | niet geplaatst       | niet geplaatst       | niet geplaatst       | niet geplaatst       | niet geplaatst |
| Giulia Takahashi                                 | enkelspel | bye                  | Sun Y V 0 - 4        | niet geplaatst       | niet geplaatst       | niet geplaatst       | niet geplaatst       | niet geplaatst       | niet geplaatst |
| Bruna Alexandre Bruna Takahashi Giulia Takahashi | team      | n.v.t.               | n.v.t.               | n.v.t.               | Zuid-Korea V 1 - 3   | niet geplaatst       | niet geplaatst       | niet geplaatst       | niet geplaatst |

Gemengd
| atleet                      | onderdeel  | voorronde             | eerste ronde         | kwartfinale          | halve finale         | finale / BM    | finale / BM |
| atleet                      | onderdeel  | tegenstander uitslag  | tegenstander uitslag | tegenstander uitslag | tegenstander uitslag | rang           |             |
| --------------------------- | ---------- | --------------------- | -------------------- | -------------------- | -------------------- | -------------- | ----------- |
| Bruna Takahashi Vitor Ishiy | dubbelspel | Robles - Xiao V 2 - 4 | niet geplaatst       | niet geplaatst       | niet geplaatst       | niet geplaatst |             |

### Tennis
Mannen
| atleet                              | onderdeel  | eerste ronde               | tweede ronde                   | derde ronde                    | kwartfinale          | halve finale         | finale / BM          | finale / BM    |
| atleet                              | onderdeel  | tegenstander uitslag       | tegenstander uitslag           | tegenstander uitslag           | tegenstander uitslag | tegenstander uitslag | tegenstander uitslag | rang           |
| ----------------------------------- | ---------- | -------------------------- | ------------------------------ | ------------------------------ | -------------------- | -------------------- | -------------------- | -------------- |
| Thiago Monteiro                     | enkelspel  | Báez V 4-6, 3-6            | niet geplaatst                 | niet geplaatst                 | niet geplaatst       | niet geplaatst       | niet geplaatst       | niet geplaatst |
| Thiago Seyboth Wild                 | enkelspel  | Etcheverry V 6-7[7-9], 2-6 | niet geplaatst                 | niet geplaatst                 | niet geplaatst       | niet geplaatst       | niet geplaatst       | niet geplaatst |
| Thiago Monteiro Thiago Seyboth Wild | dubbelspel | n.v.t.                     | Bublik - Nedovyesov W 6-4, 6-4 | Krajicek - Ram V 4-6, 6-7[3-7] | niet geplaatst       | niet geplaatst       | niet geplaatst       | niet geplaatst |

Vrouwen
| atlete                            | onderdeel  | eerste ronde               | tweede ronde                | derde ronde                 | kwartfinale          | halve finale         | finale / BM          | finale / BM    |
| atlete                            | onderdeel  | tegenstander uitslag       | tegenstander uitslag        | tegenstander uitslag        | tegenstander uitslag | tegenstander uitslag | tegenstander uitslag | rang           |
| --------------------------------- | ---------- | -------------------------- | --------------------------- | --------------------------- | -------------------- | -------------------- | -------------------- | -------------- |
| Beatriz Haddad Maia               | enkelspel  | Gracheva W 6-4, 4-6, 6-0   | Schmiedlová V 4-6, 4-6      | niet geplaatst              | niet geplaatst       | niet geplaatst       | niet geplaatst       | niet geplaatst |
| Laura Pigossi                     | enkelspel  | Yastremska V 6-3, 5-7, 0-6 | niet geplaatst              | niet geplaatst              | niet geplaatst       | niet geplaatst       | niet geplaatst       | niet geplaatst |
| Beatriz Haddad Maia Luisa Stefani | dubbelspel | n.v.t.                     | Yuan Y - Zhang S W 6-4, 6-4 | Boulter - Watson V 3-6, 4-6 | niet geplaatst       | niet geplaatst       | niet geplaatst       | niet geplaatst |

Gemengd
| atlete                            | onderdeel  | eerste ronde                        | kwartfinale          | halve finale         | finale / BM          | finale / BM    |
| atlete                            | onderdeel  | tegenstander uitslag                | tegenstander uitslag | tegenstander uitslag | tegenstander uitslag | rang           |
| --------------------------------- | ---------- | ----------------------------------- | -------------------- | -------------------- | -------------------- | -------------- |
| Thiago Seyboth Wild Luisa Stefani | dubbelspel | Zhang Z - Wang X V 6-3, 3-6, [8-10] | niet geplaatst       | niet geplaatst       | niet geplaatst       | niet geplaatst |

### Triatlon
Individueel
| Atleet          | Evenement | Zwemmen(1.5 km) | Rang 1 | Fietsen (40 km) | Rang 2 | Lopen(10 km) | Totaal Tijd | Ranking |
| --------------- | --------- | --------------- | ------ | --------------- | ------ | ------------ | ----------- | ------- |
| Miguel Hidalgo  | Mannen    | 20.57           | 23     | 51.36           | 27     | 30.36        | 1.44.27     | 10      |
| Manoel Messias  | Mannen    | 23.08           | 51     | 54.21           | 47     | 32.07        | 1.51.00     | 45      |
| Djenyfer Arnold | vrouwen   | 24.03           | 27     | 57.49           | 16     | 35.31        | 1.58.45     | 20      |
| Vittória Lopes  | vrouwen   | 22.18           | 3      | 59.42           | 28     | 36.41        | 2.00.10     | 25      |

Gemengd
| Atleet          | Evenement   | Zwemmen (300 m) | Rang 1 | Fietsen (7 km) | Rang 2 | Lopen (2 km) | Rang 3 | Totaal Groeps tijd | Ranking |
| --------------- | ----------- | --------------- | ------ | -------------- | ------ | ------------ | ------ | ------------------ | ------- |
| Miguel Hidalgo  | Mixed relay | 4.08            | 2      | 9.40           | 13     | 5.06         | 11     | 20.13              | n.v.t.  |
| Djenyfer Arnold | Mixed relay | 5.03            | 10     | 10.21          | 9      | 5.43         | 7      | 22.44              | n.v.t.  |
| Manoel Messias  | Mixed relay | 4.34            | 9      | 9.33           | 8      | 5.06         | 9      | 20.42              | n.v.t.  |
| Vittoria Lopes  | Mixed relay | 4.59            | 5      | 10.46          | 9      | 6.09         | 8      | 23.34              | n.v.t.  |
| Totaal          | Mixed relay | n.v.t.          | n.v.t. | n.v.t.         | n.v.t. | n.v.t.       | n.v.t. | 1.27.23            | 8       |

### Voetbal

#### Vrouwen
| Atleten | Discipline | Resultaat | Prestatie |
| --- | ---------- | --------- | --------- |
| Yasmim Assis Ribeiro Tainá Suelen Borges de Oliveira Tamires Cássia Dias de Britto Ludmila da Silva Thaís Cristina da Silva Ferreira Jheniffer da Silva Cordinali Gouveia Antônia Ronnycleide da Costa Silva Lorena da Silva Leite Tarciane Karen dos Santos de Lima Kerolin Nicoli Israel Ferraz Gabrielle Jordão Portilho Ana Vitória Angélica Kliemaschewsk de Araújo Adriana Leal da Silva Gabi Nunes da Silva Duda Sampaio Rafaelle Souza Marta Vieira da Silva Vitória Yaya | vrouwen    | Zilver    | zie onder |

Reserve: Priscila Flor da Silva - Angelina Alonso Costantino - Lauren Eduarda Leal Costa - Luciana Maria Dionizio
| Groep C |          |             |             |             |             |            |            |            |        |
| #       | Land     | Wedstrijden | Wedstrijden | Wedstrijden | Wedstrijden | Doelpunten | Doelpunten | Doelpunten | Punten |
| #       | Land     | G           | W           | G           | V           | V          | T          | Saldo      | Punten |
| 1       | Spanje   | 3           | 3           | 0           | 0           | 5          | 1          | +4         | 9      |
| 2       | Japan    | 3           | 2           | 0           | 1           | 6          | 4          | +2         | 6      |
| 3       | Brazilië | 3           | 1           | 0           | 2           | 2          | 4          | -2         | 3      |
| 4       | Nigeria  | 3           | 0           | 0           | 3           | 1          | 5          | -4         | 0      |

| groepsfase   |                  |          |           |          |                  |  |  |
| 25 juli 2024 | 19:00            | Nigeria  | 0 - 1     | Brazilië |                  |  |  |
| 28 juli 2024 | 17:00            | Brazilië | 1 - 2     | Japan    |                  |  |  |
| 31 juli 2024 | 17:00            | Brazilië | 0 - 2     | Spanje   |                  |  |  |
|              |                  |          |           |          |                  |  |  |
| kwartfinale  | 3 augustus 2024  | 21:00    | Frankrijk | 0 - 1    | Brazilië         |  |  |
|              |                  |          |           |          |                  |  |  |
| halve finale | 6 augustus 2024  | 21:00    | Brazilië  | 4 - 2    | Spanje           |  |  |
|              |                  |          |           |          |                  |  |  |
| finale       | 10 augustus 2024 | 17:00    | Brazilië  | 0 - 1    | Verenigde Staten |  |  |

### Volleybal

#### Beachvolleybal
| atleten                                  | onderdeel | eerste ronde                          | eerste ronde                          | eerste ronde                          | eerste ronde | tussenronde          | achtste finale                            | kwartfinale                          | halve finale                                     | finale / BM                                      | finale / BM    |
| atleten                                  | onderdeel | tegenstander uitslag                  | tegenstander uitslag                  | tegenstander uitslag                  | stand        | tegenstander uitslag | tegenstander uitslag                      | tegenstander uitslag                 | tegenstander uitslag                             | tegenstander uitslag                             | rang           |
| ---------------------------------------- | --------- | ------------------------------------- | ------------------------------------- | ------------------------------------- | ------------ | -------------------- | ----------------------------------------- | ------------------------------------ | ------------------------------------------------ | ------------------------------------------------ | -------------- |
| André Loyola George Wanderley            | mannen    | Abicha - El Graoui W 21-18, 21-10     | Díaz - Alayo V 13-21, 18-21           | Partain - Benesh V 17-21, 21-14, 8-15 | 3 Q          | bye                  | Ehlers - Wickler V 16-21, 17-21           | niet geplaatst                       | niet geplaatst                                   | niet geplaatst                                   | niet geplaatst |
| Arthur Lanci Evandro Oliveira            | mannen    | Hörl - Horst W 21-18, 21-19           | Schachter - Dearing W 21-13, 21-16    | Perušič - Schweiner W 21-18, 21-16    | 1 Q          | bye                  | Immers - van de Velde W 21-16, 21-16      | Åhman - Hellvig V 17-21, 16-21       | niet geplaatst                                   | niet geplaatst                                   | niet geplaatst |
| Ana Patrícia Ramos Eduarda Santos Lisboa | vrouwen   | Abdelhady - Elghobashy W 21-14, 21-19 | Fernández - Soria W 21-12, 21-13      | Gottardi - Menegatti W 21-17, 21-10   | 1 Q          | bye                  | Hasegawa - Ishii W 21-15, 21-16           | Graudiņa - Kravčenoka W 21-16, 21-10 | Clancy - Artacho del Solar W 20-22, 21-15, 15-12 | Humana-Paredes - Wilkerson W 26-24, 12-21, 15-10 | Goud           |
| Bárbara Seixas Carolina Solberg Salgado  | vrouwen   | Hasegawa - Ishii W 21-12, 21-19       | Paulikienė - Raupelytė W 21-13, 21-14 | Stam - Schoon W 16-21, 21-17, 19-17   | 1 Q          | bye                  | Clancy - Artacho del Solar V 22-24, 14-21 | niet geplaatst                       | niet geplaatst                                   | niet geplaatst                                   | niet geplaatst |

#### Mannenteam
| Atleten | Discipline | Resultaat   | Prestatie |
| --- | ---------- | ----------- | --------- |
| Lukas Bergmann Flávio Gualberto Thales Hoss Fernando Kreling Yoandy Leal Ricardo Lucarelli Bruno Rezende Lucas Saatkamp Isac Santos Alan Souza Darlan Souza Adriano Xavier | mannen     | kwartfinale | zie onder |

| # | Ploeg    | Punten | Wedstrijden | Wedstrijden | Wedstrijden | Sets | Sets | Sets  |
| # | Ploeg    | Punten | G           | W           | V           | W    | V    | Ratio |
| - | -------- | ------ | ----------- | ----------- | ----------- | ---- | ---- | ----- |
| 1 | Italië   | 9      | 3           | 3           | 0           | 9    | 2    | +7    |
| 2 | Polen    | 5      | 3           | 2           | 1           | 7    | 5    | +2    |
| 3 | Brazilië | 4      | 3           | 1           | 2           | 6    | 6    | 0     |
| 4 | Egypte   | 0      | 3           | 0           | 3           | 0    | 9    | -9    |

| Groepsfase      |                 |                |                  |                |                |                |                |
| 27 juli 2024    | 13:00           | Italië         | 3 - 1            | Brazilië       |                |                |                |
| 31 juli 2024    | 09:00           | Polen          | 3 - 2            | Brazilië       |                |                |                |
| 2 augustus 2024 | 13:00           | Brazilië       | 3 - 0            | Egypte         |                |                |                |
|                 |                 |                |                  |                |                |                |                |
| Kwartfinale     | 5 augustus 2024 | 21:00          | Verenigde Staten | 3 - 1          | Brazilië       |                |                |
|                 |                 |                |                  |                |                |                |                |
| Halve finale    | niet geplaatst  | niet geplaatst | niet geplaatst   | niet geplaatst | niet geplaatst | niet geplaatst | niet geplaatst |
|                 |                 |                |                  |                |                |                |                |
| Finale          | niet geplaatst  | niet geplaatst | niet geplaatst   | niet geplaatst | niet geplaatst | niet geplaatst | niet geplaatst |

#### Vrouwenteam
| Atleten | Discipline | Resultaat | Prestatie |
| --- | ---------- | --------- | --------- |
| Júlia Bergmann Macris Carneiro Nyeme Costa Ana Carolina da Silva Ana Cristina de Souza Diana Duarte Gabriela Guimarães Thaísa Menezes Rosamaria Montibeller Roberta Ratzke Tainara Santos Lorenne Teixeira | vrouwen    | Brons     | zie onder |

| # | Ploeg    | Punten | Wedstrijden | Wedstrijden | Wedstrijden | Sets | Sets | Sets  |
| # | Ploeg    | Punten | G           | W           | V           | W    | V    | Ratio |
| - | -------- | ------ | ----------- | ----------- | ----------- | ---- | ---- | ----- |
| 1 | Brazilië | 9      | 3           | 3           | 0           | 9    | 0    | +9    |
| 2 | Polen    | 6      | 3           | 2           | 1           | 6    | 4    | +2    |
| 3 | Japan    | 3      | 3           | 1           | 2           | 4    | 6    | -2    |
| 4 | Kenia    | 0      | 3           | 0           | 3           | 0    | 9    | -9    |

| Groepsfase      |                  |          |          |       |                        |  |  |
| 29 juli 2024    | 13:00            | Brazilië | 3 - 0    | Kenia |                        |  |  |
| 1 augustus 2024 | 13:00            | Brazilië | 3 - 0    | Japan |                        |  |  |
| 4 augustus 2024 | 21:00            | Brazilië | 3 - 0    | Polen |                        |  |  |
|                 |                  |          |          |       |                        |  |  |
| Kwartfinale     | 6 augustus 2024  | 13:00    | Brazilië | 3 - 0 | Dominicaanse Republiek |  |  |
|                 |                  |          |          |       |                        |  |  |
| Halve finale    | 8 augustus 2024  | 16:00    | Brazilië | 2 - 3 | Verenigde Staten       |  |  |
|                 |                  |          |          |       |                        |  |  |
| Bronzen finale  | 10 augustus 2024 | 17:15    | Brazilië | 3 - 1 | Turkije                |  |  |

### Wielersport

#### BMX
Freestyle
| atleet           | onderdeel          | kwalificatie | kwalificatie | kwalificatie | kwalificatie | finale | finale | finale | finale |
| atleet           | onderdeel          | run 1        | run 2        | gemiddelde   | rang         | run 1  | run 2  | beste  | rang   |
| ---------------- | ------------------ | ------------ | ------------ | ------------ | ------------ | ------ | ------ | ------ | ------ |
| Gustavo Oliveira | freestyle (mannen) | 85,51        | 86,07        | 85,97        | 8 Q          | 90,20  | 88,20  | 90,20  | 6      |

Race
| atleet     | onderdeel      | kwartfinale | kwartfinale | last chance run | last chance run | halve finale   | halve finale   | finale         | finale         |
| atleet     | onderdeel      | punten      | rang        | tijd            | rang            | punten         | rang           | uitslag        | rang           |
| ---------- | -------------- | ----------- | ----------- | --------------- | --------------- | -------------- | -------------- | -------------- | -------------- |
| Paola Reis | race (vrouwen) | 16          | 15 q        | 2.14,343        | 7               | niet geplaatst | niet geplaatst | niet geplaatst | niet geplaatst |

#### Mountainbiken
| atleet               | onderdeel               | tijd    | rang |
| -------------------- | ----------------------- | ------- | ---- |
| Ulan Bastos Galinski | cross-country (mannen)  | 1.30.55 | 21   |
| Raiza Goulão         | cross-country (vrouwen) | -2 LAP  | 28   |

#### Wegwielrennen
Mannen
| atleet          | onderdeel    | tijd    | rang |
| --------------- | ------------ | ------- | ---- |
| Vinícius Rangel | wegwedstrijd | 6.39.31 | 71   |

Vrouwen
| atleet                | onderdeel    | tijd    | rang |
| --------------------- | ------------ | ------- | ---- |
| Ana Vitória Magalhães | wegwedstrijd | 4.10.47 | 74   |

### Worstelen

#### Vrije stijl
Vrouwen
| atlete           | onderdeel | eerste ronde         | kwartfinale          | halve finale         | herkansing            | finale / BM          | finale / BM |
| atlete           | onderdeel | tegenstander uitslag | tegenstander uitslag | tegenstander uitslag | tegenstander uitslag  | tegenstander uitslag | rang        |
| ---------------- | --------- | -------------------- | -------------------- | -------------------- | --------------------- | -------------------- | ----------- |
| Giullia Penalber | −57 kg    | Aquino W 5 - 0VT     | Nichita V 0 - 5VT    | niet geplaatst       | Paruszewski W 3 - 0PO | Hong V 0 - 4ST       | 5           |

### Zeilen
Mannen
| atleet     | onderdeel    | voorrondes | voorrondes | voorrondes | voorrondes | voorrondes | voorrondes | voorrondes | voorrondes  | voorrondes  | voorrondes  | voorrondes  | voorrondes  | voorrondes  | voorrondes  | voorrondes  | voorrondes  | voorrondes | voorrondes | halve finale(s) | halve finale(s) | halve finale(s) | halve finale(s) | halve finale(s) | halve finale(s) | halve finale(s) | halve finale(s) | finales(s)     | finales(s)     | finales(s)     | finales(s)     | finales(s)     | finales(s)     | finales(s)     | finales(s)     |
| atleet     | onderdeel    | 1          | 2          | 3          | 4          | 5          | 6          | 7          | 8           | 9           | 10          | 11          | 12          | 13          | 14          | 15          | 16          | tot.       | rang       | 1               | 2               | 3               | 4               | 5               | 6               | tot.            | rang            | 1              | 2              | 3              | 4              | 5              | 6              | tot.           | rang           |
| ---------- | ------------ | ---------- | ---------- | ---------- | ---------- | ---------- | ---------- | ---------- | ----------- | ----------- | ----------- | ----------- | ----------- | ----------- | ----------- | ----------- | ----------- | ---------- | ---------- | --------------- | --------------- | --------------- | --------------- | --------------- | --------------- | --------------- | --------------- | -------------- | -------------- | -------------- | -------------- | -------------- | -------------- | -------------- | -------------- |
| Bruno Lobo | Formula Kite | 3          | 7          | 10         | 4          | 15         | 9          | 5          | geannuleerd | geannuleerd | geannuleerd | geannuleerd | geannuleerd | geannuleerd | geannuleerd | geannuleerd | geannuleerd | 28         | 7 Q        | 1               | 4               | geannuleerd     | geannuleerd     | geannuleerd     | geannuleerd     | 5               | 3               | niet geplaatst | niet geplaatst | niet geplaatst | niet geplaatst | niet geplaatst | niet geplaatst | niet geplaatst | niet geplaatst |

| atleet       | onderdeel | voorrondes | voorrondes | voorrondes | voorrondes | voorrondes | voorrondes | voorrondes | voorrondes | voorrondes | voorrondes | voorrondes | voorrondes | voorrondes | voorrondes  | voorrondes  | voorrondes  | voorrondes  | voorrondes  | voorrondes  | voorrondes  | voorrondes | voorrondes | kwartfinale    | halve finale   | finales        |
| atleet       | onderdeel | 1          | 2          | 3          | 4          | 5          | 6          | 7          | 8          | 9          | 10         | 11         | 12         | 13         | 14          | 15          | 16          | 17          | 18          | 19          | 20          | tot.       | rang       | kwartfinale    | halve finale   | finales        |
| ------------ | --------- | ---------- | ---------- | ---------- | ---------- | ---------- | ---------- | ---------- | ---------- | ---------- | ---------- | ---------- | ---------- | ---------- | ----------- | ----------- | ----------- | ----------- | ----------- | ----------- | ----------- | ---------- | ---------- | -------------- | -------------- | -------------- |
| Mateus Isaac | IQFoil    | 25         | 2          | 14         | 8          | 13         | 15         | 16         | 18         | 15         | 8          | 19         | 16         | 5          | geannuleerd | geannuleerd | geannuleerd | geannuleerd | geannuleerd | geannuleerd | geannuleerd | 130        | 16         | niet geplaatst | niet geplaatst | niet geplaatst |

| atleet                     | onderdeel | race | race | race | race | race | race | race | race | race        | race        | race   | race   | race           | netto punten | eindnotering |
| atleet                     | onderdeel | 1    | 2    | 3    | 4    | 5    | 6    | 7    | 8    | 9           | 10          | 11     | 12     | M              | netto punten | eindnotering |
| -------------------------- | --------- | ---- | ---- | ---- | ---- | ---- | ---- | ---- | ---- | ----------- | ----------- | ------ | ------ | -------------- | ------------ | ------------ |
| Marco Grael Gabriel Simões | 49er      | 21   | 14   | 16   | 20   | 16   | 18   | 9    | 10   | 16          | 12          | 19     | 16     | niet geplaatst | 166          | 19           |
| Bruno Fontes               | ILCA 7    | 31   | 31   | 6    | 30   | 32   | 34   | 25   | 6    | geannuleerd | geannuleerd | n.v.t. | n.v.t. | niet geplaatst | 161          | 28           |

Vrouwen
| atlete                     | onderdeel | race | race | race | race | race | race | race | race | race | race        | race   | race   | race           | netto punten | eindnotering |
| atlete                     | onderdeel | 1    | 2    | 3    | 4    | 5    | 6    | 7    | 8    | 9    | 10          | 11     | 12     | M              | netto punten | eindnotering |
| -------------------------- | --------- | ---- | ---- | ---- | ---- | ---- | ---- | ---- | ---- | ---- | ----------- | ------ | ------ | -------------- | ------------ | ------------ |
| Martine Grael Kahena Kunze | 49erFX    | 13   | 5    | 6    | 21   | 19   | 12   | 10   | 9    | 13   | 4           | 9      | 2      | 10             | 112          | 8            |
| Gabriella Kidd             | ILCA 6    | 15   | 6    | 15   | 34   | 23   | 30   | 44   | 34   | 41   | geannuleerd | n.v.t. | n.v.t. | niet geplaatst | 198          | 33           |

Gemengd
| atleten                     | onderdeel | race | race | race | race | race | race | race | race | race        | race        | race   | race   | race | netto punten | eindnotering |
| atleten                     | onderdeel | 1    | 2    | 3    | 4    | 5    | 6    | 7    | 8    | 9           | 10          | 11     | 12     | M    | netto punten | eindnotering |
| --------------------------- | --------- | ---- | ---- | ---- | ---- | ---- | ---- | ---- | ---- | ----------- | ----------- | ------ | ------ | ---- | ------------ | ------------ |
| Henrique Haddad Isabel Swan | 470       | 12   | 12   | 10   | 12   | 9    | 8    | 13   | 1    | geannuleerd | geannuleerd | n.v.t. | n.v.t. | 20   | 84           | 10           |
| João Siemsen Marina Arndt   | nacra 17  | 14   | 10   | 11   | 11   | 5    | 11   | 5    | 14   | 7           | 8           | 13     | 14     | 6    | 115          | 10           |

### Zwemmen
Mannen
| atleet                                                            | onderdeel             | series  | series | halve finale   | halve finale   | finale         | finale         |
| atleet                                                            | onderdeel             | tijd    | rang   | tijd           | rang           | tijd           | rang           |
| ----------------------------------------------------------------- | --------------------- | ------- | ------ | -------------- | -------------- | -------------- | -------------- |
| Guilherme Caribé                                                  | 50 m vrije slag       | 22,31   | =33    | niet geplaatst | niet geplaatst | niet geplaatst | niet geplaatst |
| Guilherme Caribé                                                  | 100 m vrije slag      | 48,35   | 12 Q   | 48,03          | 10             | niet geplaatst | niet geplaatst |
| Marcelo Chierighini                                               | 100 m vrije slag      | 49,38   | 35     | niet geplaatst | niet geplaatst | niet geplaatst | niet geplaatst |
| Guilherme Costa                                                   | 200 m vrije slag      | DNS     | DNS    | niet geplaatst | niet geplaatst | niet geplaatst | niet geplaatst |
| Guilherme Costa                                                   | 400 m vrije slag      | 3.44,23 | 2 Q    | n.v.t.         | n.v.t.         | 3.42,76 AMR    | 5              |
| Guilherme Costa                                                   | 800 m vrije slag      | 7.54,41 | 20     | n.v.t.         | n.v.t.         | niet geplaatst | niet geplaatst |
| Guilherme Costa                                                   | 10km openwaterzwemmen | n.v.t.  | n.v.t. | n.v.t.         | n.v.t.         | DNF            | DNF            |
| Eduardo Moraes                                                    | 400 m vrije slag      | 3.51,74 | 28     | n.v.t.         | n.v.t.         | niet geplaatst | niet geplaatst |
| Kayky Mota                                                        | 100 m vlinderslag     | 52,11   | 22     | niet geplaatst | niet geplaatst | niet geplaatst | niet geplaatst |
| Nicolas Albiero                                                   | 200 m vlinderslag     | 1.56,49 | 18     | niet geplaatst | niet geplaatst | niet geplaatst | niet geplaatst |
| Guilherme Caribé Marcelo Chierighini Gabriel Santos Breno Correia | 4x100 m vrije slag    | 3.14,22 | 10     | n.v.t.         | n.v.t.         | niet geplaatst | niet geplaatst |
| Guilherme Costa Fernando Scheffer Murilo Sartori Eduardo Moraes   | 4x200 m vrije slag    | 7.10,26 | 12     | n.v.t.         | n.v.t.         | niet geplaatst | niet geplaatst |

Vrouwen
| atleet                                                                            | onderdeel          | series   | series | halve finale | halve finale | finale         | finale         |
| atleet                                                                            | onderdeel          | tijd     | rang   | tijd         | rang         | tijd           | rang           |
| --------------------------------------------------------------------------------- | ------------------ | -------- | ------ | ------------ | ------------ | -------------- | -------------- |
| Maria Fernanda Costa                                                              | 200 m vrije slag   | 1.56,65  | 8 Q    | 1.56,89      | 11           | niet geplaatst | niet geplaatst |
| Maria Fernanda Costa                                                              | 800 m vrije slag   | 8.32,20  | 10     | n.v.t.       | n.v.t.       | niet geplaatst | niet geplaatst |
| Maria Fernanda Costa                                                              | 400 m vrije slag   | 4.03,47  | 7 Q    | n.v.t.       | n.v.t.       | 4.03,53        | 7              |
| Gabrielle Roncatto                                                                | 400 m vrije slag   | 4.10,46  | 16     | n.v.t.       | n.v.t.       | niet geplaatst | niet geplaatst |
| Beatriz Dizotti                                                                   | 1500 m vrije slag  | 16.05,40 | 7 Q    | n.v.t.       | n.v.t.       | 16.02,86       | 7              |
| Ana Carolina Vieira Stephanie Balduccini Giovana Reis Maria Paula Heitmann        | 4x100 m vrije slag | 3.40,60  | 12     | n.v.t.       | n.v.t.       | niet geplaatst | niet geplaatst |
| Maria Fernanda Costa Gabrielle Roncatto Stephanie Balduccini Maria Paula Heitmann | 4x200 m vrije slag | 7.52,81  | 5 Q    | n.v.t.       | n.v.t.       | 7.52,90        | 7              |
| Ana Marcela Cunha                                                                 | 10km open water    | n.v.t.   | n.v.t. | n.v.t.       | n.v.t.       | 2.04.15,7      | 4              |
| Viviane Jungblut                                                                  | 10km open water    | n.v.t.   | n.v.t. | n.v.t.       | n.v.t.       | 2.06.15,8      | 11             |

Gemengd
| atleten                                                                   | onderdeel          | series  | series | halve finale | halve finale | finale         | finale         |
| atleten                                                                   | onderdeel          | tijd    | rang   | tijd         | rang         | tijd           | rang           |
| ------------------------------------------------------------------------- | ------------------ | ------- | ------ | ------------ | ------------ | -------------- | -------------- |
| Guilherme Basseto Gabrielle Roncatto Nicolas Albiero Stephanie Balduccini | 4x100 m wisselslag | 3.57,27 | 16     | n.v.t.       | n.v.t.       | niet geplaatst | niet geplaatst |